# Biskupijska klasična gimnazija i sjemenište "Paulinum" u Subotici
Biskupska klasična gimnazija i sjemenište „Paulinum“ je gimnazija i međubiskupijski zavod u Subotici. Jedina je takve vrste u Republici Srbiji.
Adresa je Trg Svete Terezije 2 (Trg žrtava fašizma 19), Subotica.
Po naravi je jezična gimnazija klasičnog smjera. Usmjerava učenike za studije bogoslovlja i filozofije, a sekundarno je usmjerena klasičnim jezicima i povijesti. 
Dvojezična je škola.
Škola učenike upisuje preko župnika, preko kojih dolaze do ordinarija, odnosno mjesnog biskupa, koji ih potom uputi na upravu.

## Povijest
Današnja je subotička biskupija dočekala s velikim gubitcima u ljudstvu, kako vjernicima, tako i redovnicima i svećenicima. Izgubila je gotovo 200.000 vjernika Nijemaca, mnogi vjernici Mađari iz nekoliko župa mađarskog jezika poslije rata skončali su na stratištima i u masovnim grobnicama. Brojni su svećenici napustili biskupiju i otišli svakamo po svijetu. Dio je svećenika ubijen, a mnogi utamničeni. Biskupiji je bila potrebna izgradnja i obnova. Biskup Lajčo Budanović i biskup koji je došao poslije njega Matija Zvekanović mnogo su napora uložili radi podizanja svećenika svoje biskupije na stare razine.  su sve učinili, da opet 
podignu kler svoje biskupije. Biskup Zvekanović je 1962. osnovao sjemenšte Paulinum s četrdeset sjemeništaraca u prva dva razreda gimnazije. To je bila prva školska godina, 1962./63. Škola je u početku djelovala u zgradi Katoličkog kruga, a 1965. je sagrađena i posvećena nova zgrada. Kad je osnovana Subotička biskupija 1968., u Paulinumu je bilo 60 sjemeništaraca samo iz Subotičke biskupije. 
Veljače 2004. je ova gimnazija u potpunosti priznata i izjednačena s ostalim školama u državi.
Djelatnost Paulinuma je postigla međunarodni ugled i priznanje još od prvih dana, dok je naprotiv tome, u matičnoj državi Paulinum postigao samo prešutno priznanje.

## Poznati profesori
- Dionizije Andrašec
- Marin Šemudvarac

## Poznati učenici
Većina svećenika u Subotičkoj i Zrenjaninskoj biskupiji su bili učenici ove škole. Među njima su bila i tri biskupa.

## Vanjske poveznice
- Paulinum  Arhivirana inačica izvorne stranice od 13. ožujka 2010. (Wayback Machine)
 Biskupska klasična gimnazija i sjemenište „Paulinum“